# Angerville-l'Orcher

Angerville-l'Orcher este o comună în departamentul Seine-Maritime, Franța. În 1 ianuarie 2022 avea o populație de 1.398 de locuitori.